# Queen Mary University of London
La Queen Mary University of London (QMUL) es una universidad pública británica de investigación en Londres, Inglaterra, y una universidad constitutiva de la Universidad de Londres. Se remonta a la fundación del London Hospital Medical College en 1785. El Queen Mary College, que lleva el nombre de María de Teck, fue admitido en la Universidad de Londres en 1915 y en 1989 se fusionó con el Westfield College para formar el Queen Mary and Westfield College. En 1995, Queen Mary y Westfield College se fusionaron con el St Bartholomew's Hospital Medical College y el London Hospital Medical College para formar la Escuela de Medicina y Odontología.
El campus principal de QMUL se encuentra en el área de Mile End de Tower Hamlets, con otros campus en Holborn, Smithfield y Whitechapel. En el curso 2015-16 contaba con 17140 estudiantes y 4000 empleados. QMUL está organizada en tres facultades: la Facultad de Humanidades y Ciencias Sociales, la Facultad de Ciencias e Ingeniería y  la Escuela de Medicina y Odontología; dentro de las cuales hay 21 departamentos e institutos académicos.